# Coloso (personaje)
Coloso (Piotr «Peter» Nikolaievitch Rasputin, en inglés Colossus), es un superhéroe ficticio de la editorial Marvel Comics, uno de los personajes principales de los X-Men. Fue creado por Len Wein y Dave Cockrum e hizo su primera aparición en Giant-Size X-Men #1 en 1975.
En cine, el actor Daniel Cudmore interpreta a Coloso en X-Men 2 (2003), X-Men: The Last Stand (2006) y X-Men: días del futuro pasado (2014), y Stefan Kapičić da la voz al personaje creado por CGI en Deadpool (2016), Deadpool 2 (2018) y está planeado su regreso en Deadpool & Wolverine (2024), parte del universo cinematográfico de Marvel.

## Concepto y creación
El editor Roy Thomas, a cargo de revivir a los X-Men para Giant-Size X-Men #1 (mayo de 1975), le dijo al equipo creativo que se fuera a casa y creara algunos personajes para el nuevo equipo. Dave Cockrum recordó:
Acabo de llegar a casa y Colossus fue uno de los primeros que me vino a la mente. Necesitábamos un tipo fuerte para el equipo, así que recluté a un tipo fuerte. La armadura del personaje simplemente cayó en su lugar. Fue aceptado prácticamente como está, excepto que le había dado las piernas desnudas porque parecía lógico que si vamos a mostrarlo con armadura, las piernas deberían estar desnudas como los brazos. Pero a Len Wein no le gustaban los personajes masculinos con las piernas desnudas. Así que decidimos que su disfraz sería azul cuando no estuviera blindado, y que veríamos sus piernas cuando estuviera blindado, debido a las moléculas inestables de su disfraz.

## Biografía ficticia

### Juventud
Piotr «Peter» Rasputin nació en una granja colectiva en la antigua Unión Soviética llamada «El Lago Cercano», colectivo Baikal Ust-Ordynski en Siberia. Vivió allí con su madre Alexandra, padre Nikolai y hermana pequeña, Illyana. Su hermano mayor, Mikhail, había sido astronauta ruso y había muerto, al parecer, en un accidente espacial. Las habilidades mutantes de Peter se despertaron durante su adolescencia, cuando un tractor fuera de control iba directo hacia su hermana. El profesor Charles Xavier supo de su existencia y entró en contacto con él. Xavier reclutaba un nuevo equipo de X-Men para rescatar al equipo original, cuya mayor parte había sido capturada por la isla viviente mutante, llamada Krakoa.
Con renuencia, Piotr acordó ayudar a los otros nuevos reclutas de Xavier. Tras ganar la batalla, Piotr permaneció en Estados Unidos con los X-Men y tomó el nombre código de Coloso.

### X-Men
Desde su llegada con los X-Men, Coloso cautivó con su serenidad, altruismo y nobleza. En un viaje a la Tierra Salvaje, la jungla prehistórica escondida en la Antártida, Coloso conoció a una nativa llamada Nereel, con la que tuvo un romance y engendró un hijo, cuya existencia Coloso ignoró por muchos años. Especialmente cautivada por Coloso fue la joven x-man Kitty Pryde, quién desde que conoció a Coloso se enamoró de él, aunque en un principio el solo le corresponde con una sincera amistad. Su familia siempre permanecía en sus pensamientos y frecuentemente les escribía cartas. Poco después de unirse a los X-Men, una mujer conocida como Miss Locke secuestró a unos cuantos X-Men para utilizarlos para liberar a su jefe, el terrorista llamado Arcade, quién había sido capturado por un robot del Doctor Doom. Entre los que cautivos estaba la joven hermana de Coloso Illyana, la cual fue secuestrada por Locke de la granja colectiva y llevada a los Estados Unidos. Los X-Men liberaron a Illyana de su cautiverio y la pequeña se marchó a vivir con su hermano a la mansión. Coloso, Illyana y los X-Men terminarían siendo secuestrados por el malvado demonio Belasco, soberano de una dimensión infernal conocida como El Limbo. Los X-Men logran escapar de Belasco y volver a la Tierra, pero Illyana es retenida por el demonio. Mientras que en la Tierra solo pasaron unos minutos, el Limbo transcurrieron años (según sus leyes temporales). Illyana creció, aprendió magia negra y derrocó a Belasco en el trono del Limbo. Illyana volvió con su hermano a la Tierra, pero ahora convertida en la hechicera y guerrera llamada Magik.
Durante las llamadas Secret Wars, Coloso fue uno de los pocos terrícolas en ser considerados «dignos» por la entidad cósmica conocida como Beyonder, quién lo llevó al planeta Tierra-Alterna, creado por la criatura. Allí Coloso desarrolló una fugaz relación amorosa con una alienígena llamada Zsaji.
Más tarde, la comunidad de mutantes parias conocida como los Morlocks, fue objeto de una brutal masacre de parte de un grupo de asesinos conocidos como los Merodeadores. Los X-Men acudieron a su rescate y combatieron a los asesinos. En la batalla, Coloso combatió al merodeador Riptide, y en un acto increíble en él, le asesinó rompiéndole el cuello. Pero el mismo Coloso cayó herido y durante un tiempo se mantuvo convaleciente. El volvió a la acción justo para ayudar a los X-Men en la batalla contra el Adversario, en Dallas, Texas. Coloso y el resto del equipo sacrifican su vida para detener al villano. Pero Roma, la guardiana del Onmiverso, decidió resucitar a los X-Men honrando su sacrificio. Aun así, Coloso y el resto del equipo, decidieron mantener el estatus de fallecidos que conservaban en todo el mundo y se refugiaron en Australia.
Más tarde, el demonio conocido como N'astirh, decide usurpar a Magik el gobierno del Limbo. N'astirh termina por invadir la Tierra con una horda de demonios. Coloso ayuda a su hermana Magik y a los Nuevos Mutantes a derrotar a N'astirh. Ellos salen victoriosos y expulsan a los demonios, pero Magik pierde su control sobre el Limbo. Ella vuelve a ser la pequeña Ilyana, regresando a su edad original e ignorando completamente todo lo relacionado con su vida como hechicera. Coloso lleva a Illyana de regreso a Rusia con sus padres.
Más adelante, Coloso y el resto de los X-Men deciden cruzar el Siege Perilous, un portal místico australiano que ofrece una «resurrección en vida» a todo aquel que lo cruce. Coloso aparece amnésico en las calles de Manhattan. Se hace llamar «Peter Nicholas» y se convierte en pintor callejero. Coloso rescató a Callisto, la exlíder de los Morlocks de las garras del villano Masque, y durante un tiempo ambos viven un tórrido romance.
Más tarde, Coloso será poseído por el villano Rey Sombra. Bajo el control del villano, Coloso ataca al Profesor-X y a los X-Men en la Isla Muir. Cuando Rey Sombra es derrotado, Coloso recupera la memoria y se reúne con sus compañeros. Coloso se une a la nueva subdivisión dorada del equipo, dirigida por Tormenta.
Eventualmente, los X-Men fueron capturados en otra dimensión donde descubrieron que el hermano mayor de Coloso, Mikhail, estaba vivo y actuando como un mesías a la población de ese mundo. Mikhail regresó a la Tierra recibiendo asilo de los X-Men, pero estaba angustiado y enloquecido por haber sido el responsable de la muerte de su tripulación original en su viaje por primera vez a la otra dimensión. Desquiciado, Mikhail termina autoproclamándose como líder de los Morlocks y crea una inundación en la alcantarilla en la que supuestamente muere, causando una gran pena en su hermano.
Coloso planea un viaje a Rusia para informarles a sus padres y a Illyana el destino de Mikhail. Pero poco después de que Coloso y los X-Men llegan, sus padres fueron asesinados y la pequeña Illyana secuestrada por el gobierno ruso, que esperaba a evolucionar genéticamente a Illyana hasta el punto en que tendría el uso de sus poderes mágicos de nuevo, para derrotar al mutante conocido como el Despellejador de Almas. Coloso, con la ayuda de los X-Men, salvó a Illyana y la llevó de vuelta a la Mansión X.
Por desgracia, Illyana estaba destinada a convertirse en la primera víctima de la plaga mutante conocida como el Virus Legado. Tras unas pocas semanas, Illyana sucumbió ante la enfermedad. El abismo filosófico entre Coloso y los X-Men se profundizó tanto que Coloso abandonó al equipo en el funeral de su hermana, decidido a seguir a Magneto hasta Avalon, su base espacial. Eventualmente Coloso se une a los Acólitos, discípulos de Magneto.

### Acólitos, Excalibur y retorno con los X-Men
Tiempo después, Avalon, el refugio de Magneto, fue destruido en una batalla entre Exodus y Holocausto. Coloso solicitó la ayuda de los X-Men. Él logró salvarse milagrosamente, huyendo con Magneto en una pequeña nave espacial. La nave terminó por impactarse en la Tierra Salvaje. Al despertar después de algunos días inconsciente, Coloso descubrió que Magneto había desaparecido. Después de buscar a Magneto inútilmente durante varios días, Coloso decidió buscar a su vieja amiga Kitty Pryde, quién ahora era parte del equipo británico Excalibur. Coloso viajó a Inglaterra y se unió al equipo británico. El intentó iniciar un romance con Kitty, pero esta hora se encontraba en una relación con Pete Wisdom. Coloso, enfermo de celos, atacó a Wisdom y casi lo mata. Colossus fue sometido por Capitán Britania y Meggan. Coloso descubrió que en realidad había sufrido una crisis de estrés de la que fue curado por la Dra. Moira MacTaggert.
Eventualmente, Excalibur se disolvió y Coloso, junto con Nightcrawler y Kitty, decidió volver con los X-Men. Aquí de nuevo su relación con Kitty volvió a estrecharse. Más adelante, Coloso tiene un reencuentro con su hermano Mikhail. Mikhail en realidad no murió en aquella inundación, sino que se transportó junto con Callisto y un grupo de Morlocks a otra dimensión. Mikhail terminará aliándose con Coloso y los X-Men en la batalla contra el villano Apocalipsis.

### Muerte
Utilizando las notas de la fallecida Dra. Moira MacTaggert, el X-men Bestia logra encontrar la cura para el Virus Legado. Por desgracia, solo podía ser transportado por el aire mezclándose con el ADN de la primera víctima en morir a manos del virus, o sea Illyana. En lugar de esperar a una versión más segura, Coloso decide inyectarse el antídoto esperando que este funcionara, ya que él e Illyana compartían el mismo ADN. la cura. El sacrificio valió la pena. La muerte de Coloso permitió la liberación de un cura en el aire, que erradicó la enfermedad. Su cuerpo fue incinerado y sus cenizas fueron llevadas por una devastada Kitty Pryde a su tierra natal.

### Retorno
Tiempo después, los X-Men descubrieron que una empresa médica, Benetech, había desarrollado una cura para el gen mutante. Después de obtener una muestra de la cura, Bestia descubrió una cadena de ADN oculta en lo profundo de los recovecos de la fórmula. Después de comparar el ADN, Bestia y los X-Men comenzaron a investigar la verdad detrás de Benetech. Durante su infiltración, descubrieron que Ord, un alienígena del planeta Breakworld, fue el responsable de los medios con los que la empresa fue capaz de desarrollar la supuesta cura. Mientras que el equipo se separó, Kitty descendió en un complejo escondido debajo del edificio Benetech y fue capaz de desbloquear el verdadero secreto detrás de la curación: poco después del sacrificio de Coloso, Ord había capturado su cuerpo y dejó un duplicado que los X-Men habían incinerado.
Después de revivirlo, Ord había utilizado la cura del Virus Legado en el torrente sanguíneo de Coloso para desarrollar su «cura mutante». Después de saberlo, Kitty y los X-Men liberaron a Coloso y este regresó con los X-Men. Ord reveló que sus intenciones sobre los mutantes responden a una antigua profecía de su planeta, que dice que Breakworld será destruido por un mutante de la Tierra.
Coloso, hizo un viaje a Rusia en respuesta a una petición de ayuda de su primo, el periodista Larisa Mishchenko. Su investigación estableció que su familia descendía de Grigori Rasputín, y que sus familiares estaban siendo asesinados de forma sistemática. Rasputín fue un poderoso mutante, cuyo poder y esencia de vida había sido transmitida a sus descendientes. A medida que sus descendientes son asesinados, su gran poder se invierte en mayor medida en los descendientes restantes. Cuando solo haya un descendiente, Rasputín volverá a nacer dentro de ese individuo. Mr. Siniestro, un viejo aliado de Rasputín, se revela como el hombre detrás de los asesinatos. Larisa es asesinado por Siniestro, pero Coloso y su hermano Mikhail juegan un papel especial en el plan de Siniestro. Mikhail se destierra a una dimensión en la que nunca puede morir, pero de la que nunca podrá regresar. Afortunadamente los involucrados no estaban al tanto de un hijo perdido que Coloso dejó en la Tierra Salvaje, lo que permite asegurar que la familia Rasputin sobreviva.
Durante un ataque al Instituto Xavier de parte de Cassandra Nova, se reveló que Coloso es el mutante destinado a destruir el planeta Breakworld. Sin embargo, en una misión en Breakworld, los X-Men descubren que esto no era una profecía real, sino un elaborado plan creado por Aghanne, el líder de un culto loco de Breakworld, con la intención de provocar la destrucción de ese mundo. Coloso es elegido por la profecía por su forma única de acero orgánico, que le permiten destruir la fuente de energía del planeta, iniciando una reacción en cadena que podría destruir el mundo entero. Consciente de esto, Coloso se niega a destruir el planeta, acabando con la absurda profecía de Breakworld.
Ord intenta destruir la Tierra con una inmensa bala que disparan contra el planeta. Los X-Men logran evitarlo, cuando Kitty Pryde se sacrifica y se introduce dentro de la bala para hacerla intangible y que transpase sin problemas el planeta. Por desgracia, Kitty queda encerrada en la bala, que sigue su curso por el espacio.
Tiempo después, Coloso fue reclutado brevemente como miembro de la Iniciativa Estatal Cincuenta de los Estados Unidos con un equipo llamado los Últimos Defensores, junto con Nighthawk, She-Hulk, y Blazing Skull.
Más tarde, Coloso descubre que su hermana Illyana ha regresado a la vida misteriosamente y de nuevo transformada en Magik. Con la ayuda de Pixie, una integrante de los Nuevos X-Men, Coloso entra al Limbo, donde se encuentran con Illyana. Los X-Men auxilian a Illyana y le ofrecen volver a casa. Illyana se niega, diciendo que necesita tiempo.
Coloso sufre de depresión debido a la pérdida de Kitty. Durante este período, Magik llega a Utopía a pedir la ayuda de los X-Men y sus ex compañeros de equipo ya que hay una batalla que se avecina en el Limbo. La reunión ayuda a aliviar parte de la depresión de Coloso. Finalmente, Magneto consigue que la bala donde se encuentra Kitty regrese la Tierra, en una demostración de buena fe. Kitty y Coloso se reencuentran tras varios meses e inician una relación amorosa.

### Juggernaut y la Fuerza Fénix
Después de que el supervillano Juggernaut se convirtió en la entidad conocida como Kuurth: Breaker of Stone, uno de los Heraldos del dios del miedo conocido como la Serpiente, Coloso hizo un trato con Cyttorak, el ser de otra dimensión que originalmente empoderó a Juggernaut, con el fin de obtener el poder para enfrentarse a Kuurth. Coloso se convirtió en el nuevo avatar del Juggernaut. Esta decisión hizo que Kitty rompiera con Coloso.
Debido a esto, después del cisma de los X-Men, Coloso decide permanecer en Utopía con el equipo de Cíclope en lugar de regresar a Nueva York con Kitty y Wolverine, debido al temor de que sus nuevos poderes de Juggernaut no sean seguros para los niños. Coloso también descubrió de que sus poderes eran mucho más peligrosos de lo que creía, y solicitó ser encerrado junto a su hermana Magik en el Limbo solo para ser liberado cuando fuera necesario en alguna misión.
Coloso y los X-Men enfrentan a los Avengers luego de que la poderosa entidad cósmica conocida como la Fuerza Fénix vuelve a la Tierra. Coloso terminará por convertirse, junto con Cíclope, Emma Frost, Magik y Namor, en uno de los cinco mutantes poseídos por la poderosa criatura. Coloso intenta liberar sus poderes de Juggernaut, pero Cyttorak se niega, citando su afiliación con el Fénix debido a sus nuevos poderes destructivos. Mientras se fortalece con su fragmento de la Fuerza Fénix, Coloso intenta recuperar el afecto de Kitty, pero ella lo rechaza, desconfiando de su poder. Coloso finalmente es derrotado cuando Spider-Man logra provocar que él y Magik para que se ataquen entre sí, lo que los incapacita. Sus poderes Fénix se disipan y son absorbidos por Emma Frost y Cíclope (Namor ya había sido derrotado). Después de la derrota de Cíclope como el último de los Cinco Fénix, Coloso y otros exmiembros de los Cinco Fénix deciden huir de las autoridades. Magik terminará por purgar los poderes de Juggernaut de Coloso. Sabiendo que Magik podría haber repelido su servidumbre a Cyttorak en cualquier momento y que ella le hizo mantener los poderes de Juggernaut para darle una lección, Coloso muestra odio hacia la hermana que una vez amó.

### Fuerza-X y de nuevo con los X-Men
Los poderes de Coloso se salen de control, aparentemente como resultado de la pérdida de la Fuerza Fénix, haciendo que partes de él cambien entre carne y acero orgánico en lugar de toda carne o todo acero orgánico. Él decide unirse a la nueva Fuerza-X de Cable, después de que Cable le proporciona un dispositivo que estabiliza su condición.
Coloso se une al equipo de X-Men de Wolverine después de que su hermana lo convenció. Finalmente se descubre que Cíclope, Emma Frost, Magik, Magneto y Coloso fueron realmente infectados con nano-centinelas por la Bestia Oscura, después del incidente con la Fuerza Fénix, y esa fue la verdadera causa de sus poderes se descontrolaran. Desde entonces ha recuperado el control de sus poderes de acero orgánico y ha dejado de usar el dispositivo de Cable.
Durante este tiempo, Cyttorak hizo que la Gema Carmesí reapareciera en el antiguo templo y provocó un llamado a candidatos adecuados para convertirse en un nuevo Juggernaut, lo que llevó a Coloso y al Juggernaut original (Cain Marko) a unirse a un equipo de X-Men para evitar que la Gema fuera reclamada por fuerzas como Man-Killer y el ex Monolito Viviente. Sin embargo, cuando el Monolito tomó la Gema, Coloso invocó a Cyttorak para confrontarlo por el fracaso de todos sus Juggernauts anteriores, lo que sugiere que Cyttorak retire su poder del Monolito y otorgue un nuevo avatar. Desafortunadamente, Cyttorak eligió empoderar a Marko en lugar de Coloso.
Coloso se une al nuevo equipo de X-Men de Tormenta que viven en una parte aislada del Limbo después de transportar mágicamente la mansión allí, renombrándola X-Haven. Su misión es proporcionar un refugio y proteger a los mutantes de los efectos de la M-Pox que ha infectado a los mutantes y ha convertido a casi todas las especies mutantes estériles debido a las Nieblas Terrígenas de los Inhumanos en la atmósfera. Durante las Guerras de Apocalipsis, Coloso será transformado por el villano en uno de sus Cuatro Jinetes, hasta que finalmente fue transformado de nuevo a la normalidad por el propio Apocalipsis, quien fue engañado para hacerlo por Nightcrawler.
Después de que las Nieblas Terrígenas son destruidas, Tormenta le pide a Kitty Pryde que regrese a los X-Men y tome su lugar como líder y al hacerlo, Kitty mueve la mansión del Limbo a Central Park y crea un nuevo equipo de campo, reclutando a Coloso. La relación de Coloso y Kitty comienza a pasar por toda una serie de altas y bajas, hasta que finalmente Kitty le propone que se case con ella. Sin embargo, en el último momentos, ambos afirma no estar preparados y cancelan la boda. Rogue y Gambito finalmente ocupan sus lugares en la ceremonia de bodas.

## Poderes
Su único poder es la capacidad de transformar su piel en acero orgánico, como consecuencia de ello obtiene los siguientes beneficios:
- No necesita respirar, comer ni beber, cuando está en su forma metálica.
- Es capaz de soportar temperaturas extremas.
- Fuerza y resistencia sobrehumanas
- Aumenta su altura, peso y constitución.

## Versiones alternativas
Era de Apocalipsis
Aparece como un hombre muy atormentado, que cubre su cara con una máscara debido a sus cicatrices de ácido. En esta versión está casado con Kitty Pryde.
Días del futuro pasado
En esta línea temporal, Coloso también se casó con Kitty, e incluso, tuvieron familia.
Ultimate Coloso
Coloso es un miembro activo de los X-Men y un ex-traficante de la mafia rusa. Sale con Estrella del Norte.
Amalgam Comics
Coloso se fusiona con Robot Man y Ferro Lad de la Doom Patrol de DC Comics para conformar a Ferro Man.
Marvel Zombies
Coloso aparece en las secuelas de Marvel Zombies: Dead Days y Marvel Zombies vs Army of Darkness. En la primera secuela junto con Wolverine, Tormenta y Cíclope pelean contra el grupo Alpha Flight (que fue zombificado por los Vengadores) que al final son muertos por Magneto. Después éste los lleva a combatir a más héroes y villanos zombificados, se reúne con los demás mutantes en el Helicarrier de S.H.I.E.L.D. para luego combatir y prevenir que el ataque de los héroes y villanos zombis no los infecten, pero al ver que éstos ganaban terreno, Coloso y los demás héroes sobrevivientes se retiran y se dirigen al Hellicarrier para salvarse. Después del ataque está reunido con Tormenta, Thor, Dr. Extraño, Nightcrawler y Nick Fury en uno de los cuartos del Helicarrier para luego ser atacados por los 4 Fantásticos zombis, quienes los infectan y entre todos devoran a Nick Fury. En la segunda secuela, Coloso se encuentra entre las filas del ejército zombi comandados por el Capitán América para atacar el Castillo (fortaleza) del Dr. Doom donde intentan devorar a los sobrevivientes refugiados en el interior del Castillo, y tiene que vencer junto con los demás héroes infectados a los Deadites (personas que están bajo el control del Necronomicón) y logran salir triunfantes durante la batalla.

## Apariciones en otros medios

### Televisión
- Coloso aparece en los episodios «The Education of a Superhero» y «The X-Men Adventure» de la serie de dibujos animados de 1981 Spider-Man and His Amazing Friends, con la voz de John Stephenson.
- Coloso con la voz de Dan Gilvezan aparece en 1989 en Pryde of the X-Men, el piloto de una serie animada de los X-Men que no llegó a ser producida.
- X-Men, con la voz de Rick Bennett.
- Coloso aparece en la serie animada del 2000 X-Men: Evolution, con la voz de Michael Adamthwaite. Aparece como miembro de los Acólitos de Magneto en el episodio de dos partes «Day of Reckoning». Su razón de ser miembro de los Acólitos es porque Magneto está amenazando a su familia. Estuvo a punto de revelárselo a Wolverine cuando Magneto lo envía como mensajero, pero decide dar por terminado su encuentro con el mutante de las garras y más adelante trata de desafiar a Magneto cuando este amenaza con no dejarlo volver a ver a su familia. Después de que Magneto abandona a sus Acólitos, Coloso parte hacia Rusia pero regresa para ayudar a los X-Men en su batalla contra Apocalipsis. Cuando el Profesor Xavier vio el futuro, Coloso aparece como parte de los X-Men.
- Coloso apareció en el primer episodio de la serie animada Wolverine and the X-Men de 2009, con la voz de Phil Morris.
- Coloso hace cameos en el primer y sexto episodio de The Super Hero Squad Show, con la voz de Tom Kenny.
- Coloso hace un cameo sin diálogo en el episodio final de Marvel Anime: X-Men. Está entre los otros miembros de los X-Men y los demás héroes con los que el Profesor X se dirige alrededor del mundo a través de su telepatía para hacer frente a la crisis mundial que estaba siendo causada por Takeo Sasaki.

### Cine
- Coloso tiene un breve cameo como un estudiante dibujando en el patio del Instituto Xavier en la película de 2000 X-Men, interpretado por Donald Mackinnon.
- Coloso es interpretado por Daniel Cudmore en la película X-Men 2 de 2003. Ayuda a varios de los mutantes más jóvenes a escapar del Instituto Xavier durante el ataque de William Stryker a la mansión. Cuando Coloso se ofrece a ayudar a Wolverine, este le dice a Coloso que ayude a los estudiantes no capturados a alejarse de la mansión.
  - Cudmore repite el papel en la película de 2006 X-Men: The Last Stand. Toma parte en una sesión de la Sala de Peligro con los otros X-Men, y se une en su batalla contra Magneto en la isla de Alcatraz.
  - Cudmore repitió su papel como Coloso en la película de 2014 X-Men: días del futuro pasado. Es uno de los pocos X-Men sobrevivientes en el futuro. Al comienzo de la película, Coloso intenta estancar a los Centinelas para que Kitty y Bishop puedan cambiar el pasado, pero un Centinela que imita su carne de acero orgánico y usa sus propios poderes contra él le hace un puñetazo en el brazo y lo aplasta con la cabeza. Sin embargo, Kitty y Bishop cambian el pasado y Coloso sobrevive. Mientras se estanca a los Centinelas para que Wolverine pueda cambiar la línea de tiempo, se ve dividido por la mitad mientras está en su forma de acero orgánico. Cuando la línea de tiempo finalmente se corrige, se ve a Coloso enseñando con Kitty Pryde cuando Wolverine pasea por la Mansión X. Un sitio web de marketing viral para X-Men: días del futuro pasado muestra a Coloso como uno de los bebés mutantes nacidos prematuramente después del Accidente de Chernóbil.
- Aparece en la película de 2016, Deadpool a través del CGI. André Tricoteux y T.J. Storm proporcionaron un truco de captura de movimiento para Coloso en la película, Glenn Ennis proporcionó las formas faciales iniciales, el supervisor de captura de movimiento de la película Greg LaSalle proporcionó la actuación facial final, mientras el personaje es interpretado por el actor serbio Stefan Kapičić. El director de Deadpool, Tim Miller, declaró que originalmente se le ofreció a Cudmore el papel, pero se negó a regresar. Cudmore también confirmó en su cuenta de Twitter que no regresaría como Coloso para la película, y que se negó a regresar cuando se le informó que su voz sería doblada por Kapičić. En la película, intenta reclutar a Deadpool en los X-Men mientras le enseña la moralidad de ser un superhéroe junto a su aprendiz de X-Men, Negasonic Teenage Warhead. Él no tiene éxito y después de que Ajax escapa, Deadpool intenta luchar contra él en un ataque de ira. Luego esposa a Deadpool e intenta traerlo de vuelta a la Mansión-X, pero Deadpool corta su propia mano y escapa a través de un camión de basura en la autopista. Más tarde, Deadpool pide su ayuda y la de Negasonic para rescatar a Vanessa (como lo son, como señala, los únicos X-Men que el estudio podría permitirse) a cambio de unirse a los X-Men. Mientras Deadpool lucha contra Ajax, Coloso lucha contra Angel Dust, a quien derrota con la ayuda de Negasonic. Coloso luego intenta evitar que Deadpool mate a Ajax, rogándole que le perdone la vida a su enemigo. En última instancia, su súplica cae en oídos sordos y Deadpool le dispara a Ajax en la cabeza. A pesar de este acto, Colossus sale de la película con una fe continua en la capacidad de Deadpool para hacer el bien.
- Coloso volverá en Deadpool 2, con Stefan Kapičić repitiendo el papel. En la película, Coloso trae a Deadpool a la Mansión-X después del intento de suicidio de Wade y lo invita a unirse a los X-Men, que Wade acepta esta vez para ayudarlo a recuperarse de la muerte de Vanessa. Coloso y Negasonic Teenage Warhead acompañan a Deadpool en su primera misión X-Men para negociar un enfrentamiento entre las autoridades y el inestable joven mutante Russell Collins / Firefist en un orfanato, etiquetado como «Mutant Reeducation Center». Cuando Wade se da cuenta de que Collins ha sido abusado por el personal del orfanato y mata a uno de los miembros del personal, Coloso le impide matar a alguien más, y expresa su decepción ya que tanto Wilson como Collins son arrestados. Más tarde Wade solicita la ayuda de Coloso para derrotar a Juggernaut mientras trata de evitar que Russell cometa un asesinato.

| Año  | Título                        | Actor                 | Rol              |
| ---- | ----------------------------- | --------------------- | ---------------- |
| 2000 | X-Men                         | Donald Mackinnon      | cameo            |
| 2003 | X-Men 2                       | Daniel Cudmore        | papel secundario |
| 2006 | X-Men: The Last Stand         | Daniel Cudmore        | cameo            |
| 2014 | X-Men: días del futuro pasado | Daniel Cudmore        | papel secundario |
| 2016 | Deadpool                      | Stefan Kapicic* (voz) | papel secundario |
| 2018 | Deadpool 2                    | Stefan Kapicic* (voz) | papel secundario |

*hecho por CGI, con Andre Tricoteux en la captura de movimiento.

### Videojuegos
Coloso aparece como personaje jugable en varios videojuegos:
- X-Men: Madness in Murderworld (1989)
- X-Men (1992)
- X-Men: Children of the Atom (1994)
- Marvel vs. Capcom: Clash of Super Heroes (1998)
- Marvel vs. Capcom 2: New Age of Heroes (2000)
- X-Men Legends (2004)
- X-Men: The Official Game (2006)
- Marvel: Ultimate Alliance (2006)
- Marvel Super Hero Squad Online (2011)
- Marvel: Avengers Alliance (2011)
- Marvel Heroes (2013)
- Lego Marvel Super Heroes (2013)
- Marvel: Contest of Champions (2014)
- Marvel Future Fight (2015)